# 静岡県立富士特別支援学校富士宮分校
静岡県立富士特別支援学校富士宮分校（しずおかけんりつふじとくべつしえんがっこう ふじのみやぶんこう）は、静岡県富士宮市にある富士特別支援学校の分校である。
2011年（平成23年）4月に開校し、高等部のみを設置。主に軽度の知的障害のある生徒を対象としている。2025年現在の生徒数は62名。
卒業生の約8割は、主に一般企業の障害者雇用枠で就職している。

## 基本情報
募集定員
- 3学級27名[3]

通学区
- 富士宮市、富士市（富士東分校学区以外）[4]

生徒数
- 62名（令和6年度）[5]

校服
- 制服（ブレザータイプ）
- ジャージ

設備
- 二階建て校舎 （施設規模：81名） [6]

校歌
- 作詞：清水愛作　補作詞：木村邦孝　作曲：四條隆章

## 特色
富士宮北高校との交流
- 北嶺祭、防災訓練などに参加

宮分マーケット
- 生徒が作業学習で製作した製品を、作業班ごとに分かれて販売[7][8]。

atelier QUOKKA
- 富士宮分校卒業生によるアートクラブ。2021年4月にスタート[9][10][11]。

## 学習内容
- 教科学習
- 作業学習
  - 農園芸班、陶芸班、木工班、縫製班、メンテナンス班、レザー班、地域作業[12]

## 部活動
- サッカー部
  - 第29回もくせい杯サッカー大会（平成29年度 静岡県知的障害特別支援学校高等部サッカー大会）で優勝[13]。
- バスケットボール部
- 美術部
- 音楽部
- パソコン部

## 理念
学校教育目標
- 「富士に向かって　はばたく　たくましく　生きる人」を育てる

目指す生徒像
- 誠実　努力　笑顔　＜正直でひた向きな人 あきらめずに頑張れる人 笑顔が輝く人＞

分校学部目標
- 地域の一員として主体的に社会で生きる人を育てる

学部目標を体現する生徒像
- ５G（「自己コントロール」「自己理解」「自己表現」「自主性」「自己解決」）が備わっている人

学校経営のテーマ
- 誰もが幸せを感じる学校

## 沿革
- 平成23年（2011年）3月9日　富士宮分校校舎竣工
- 平成23年（2011年）4月1日　富士宮分校開校
- 平成23年（2011年）4月7日　富士宮分校開校式・入学式挙行
- 平成25年（2013年）12月　分校用に校歌の補作詞を改定
- 平成30年（2018年）2月　全校生徒数77名[14]
- 令和3年（2021年）11月20日　創立10周年記念式典[15]

## 周辺地域・アクセス
- 富士宮北高校 - 約100m
- 西富士宮駅（身延線） - 約1.6km
- 富士宮駅（身延線）- 約2.5km
- 富士宮市役所 - 約2.5km
- 富士特別支援学校（本校）- 約6.7km
- 富士東分校 - 約12km